# 林登 (肯塔基州)
林登（英語：Lyndon），是美国肯塔基州的一座城市。建立于1871年，面积约为9.3平方公里（3.6平方英里）。根据2010年美国人口普查，该市的人口为11,002人。